# Megan Barry

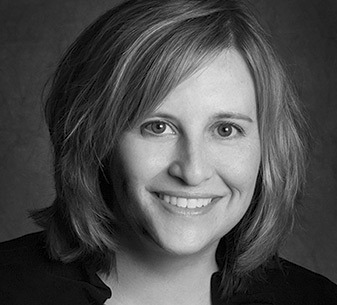
Megan Barry, 2014

Megan Christine Barry (* 22. September 1963 in Santa Ana, Kalifornien) ist eine amerikanische Politikerin (Demokratische Partei). Vom 25. September 2015 bis zum 6. März 2018 war sie Bürgermeisterin von Nashville.

## Leben
Barry wurde in Kalifornien geboren, da ihr Vater zu dieser Zeit auf der El Toro Marine Corps Base stationiert war. Sie wuchs in Overland Park, Kansas, auf, wo sie die katholische Mädchen-Highschool Notre Dame de Sion besuchte. Anschließend studierte sie an der methodistischen Baker University in Baldwin City. Hier erreichte sie ihren Bachelorabschluss. Im Jahr 1991 zog sie nach Nashville, um an der Vanderbilt University den Master of Business Administration zu erwerben. 1993 schloss sie ihr Studium ab. Mehrere Jahre arbeitete Barry als Kontrollbeamte im Telekommunikations- und Gesundheitswesen.
Megan Barry ist mit Bruce Barry, einem Professor an der Vanderbilt University, verheiratet. Die beiden hatten einen gemeinsamen Sohn, Max; dieser kam am 29. Juli 2017 im Alter von 22 Jahren, während eines Aufenthalts in Denver (Colorado) aufgrund einer Überdosis Drogen ums Leben.

## Politische Karriere
In den Jahren 2007 und 2011 wurde sie in die Metropolitan Council, dem Stadtrat von Nashville, gewählt.
Im April 2013 begann sie ihren Wahlkampf zur Bürgermeisterin von Nashville. In der Wahl am 6. August 2015 erreichte Barry zwar die meisten Stimmen, konnte aber keine absolute Mehrheit erreichen. Bei der Stichwahl am 10. September 2015 gewann sie mit 55 zu 45 Prozent gegen David Fox. Sie löste damit den vorherigen Bürgermeister Karl Dean ab, der aufgrund einer Amtszeitbegrenzung nicht mehr antreten durfte. Barry war die erste Frau, die das Bürgermeisteramt in Nashville bekleidet.
Im Oktober 2017 stellte Barry ein Projekt zum massiven Ausbau des öffentlichen Nahverkehrs in Nashville vor. Es sollte ein 26 Meilen umfassendes Stadtbahnnetz, mehrere neue Buslinien sowie einen Tunnel in der Innenstadt für beide Verkehrsmittel beinhalten. Bekämpft wurde es insbesondere von Americans for Prosperity, einer von den Koch-Brüdern unterstützten, landesweit aktiven Interessengruppe, die sich unter anderem gegen derartige Vorhaben einsetzt. Das Projekt scheiterte bei einer Volksabstimmung am 1. Mai 2018.
Nachdem Anfang 2018 eine über zwei Jahre andauernde außereheliche Affäre mit einem Polizeioffizier sowie damit verbundene Vorwürfe nicht genehmigter Ausgaben in Höhe von 11.000 Dollar bekannt geworden waren, trat Barry am 6. März 2018 zurück. Als Nachfolger wurde ihr bisheriger Stellvertreter David Briley vereidigt.